# Australodindymus
Australodindymus is een geslacht van wantsen uit de familie van de Pyrrhocoridae (Vuurwantsen). Het geslacht werd voor het eerst wetenschappelijk beschreven door Stehlík & Jindra in 2012.

## Soorten
Het genus bevat de volgende soort:

- Australodindymus nigroruber Stehlík & Jindra, 2012